# Maslina
 Ovo je glavno značenje pojma Maslina. Za druga značenja pogledajte Maslina (razdvojba).
Maslina (uljika, lat. Olea europaea) ime je za suptropsku zimzelenu biljku, porodice maslina (Oleaceae). 
Pod imenom mastrinka ili divlja maslina (Olea oleaster Hoffmanns. & Link) smatrana je posebnom samoniklom vrstom, što nije prihvaćeno. Mastrinka ima vrlo sitne plodove i daje mali prirod, pa se uglavnom koristi kao oprašivač pitome masline. U Hrvatskoj je prisutna i kao sastavni dio biljne zajednice česmine. Raste kao grm, a rjeđe kao stablo. Maslina je voće.
Ulje od divlje masline nekada se preporučivalo u medicinske svrhe.

## Opis izgleda
Maslina razvija stablo, koje je nepravilno, kvrgavo i razgranato. Listovi su kožnati i ovalni, dok je boja listova na naličju tamno zelene boje, dok je donja strana lista bijelkasto - srebrne boje. Kada je u cvatu, maslina razvija bijele cvjetove u grozdovima, a plod je ovalnog oblika tamnozelene do crne boje. Plod je bogat uljem, koji se tiješti korištenjem pritiska kroz razne preše (hladna obrada), ili se izdvaja koristeći vruću vodu ili paru. Ulje se koristi u prehrani kao dodatak jelu, za prženje, začinjavanje jela, te u medicinske svrhe. U prošlosti, koristilo se i za svete obrede, kao gorivo za svjetiljke, za masažu kraljeva, kao novac, za premazivanje beba i umirućih te za glancanje dijamanata. Maslinovo drvo, izuzetno je kvalitetno, te je jako skupocjen namještaj izrađen od njega.

## Maslina u Hrvatskoj
Jedna od najpoznatijih maslina u Hrvatskoj je ona u nacionionalnom parku Brijuni, čija starost je istražena i iznosi oko 1600 godina. 
U Kaštel Štafiliću nalazi se također vrlo stara maslina (na slici). Vjeruje se, da tamo raste još od dolaska Hrvata na Jadransko more u 7. stoljeću. Impozantnih je dimenzija.  

## Maslina u književnosti i povijesti
Često se spominje u Bibliji. U kršćanstvu je simbol Božje providnosti i brige za ljude. Mojsije je oslobađao ratovanja muškarce, koji su uzgajali masline. Golubica koja se nakon potopa vratila na Noinu arku u kljunu je nosila maslinovu grančicu kao simbol pomirenja Boga i ljudi. Na slikama s prikazom ukazanja anđela Gabrijela Djevici Mariji, vidi se kako anđeo u ruci ima maslinovu grančicu. S mnogo takvih grančica, narod je proslavio Isusov ulazak u Jeruzalem. Isus se znojio krvavim znojem na Maslinskoj gori, okružen mnoštvom maslina, a Isusov križ, bio je po predaji od maslinova i cedrova drva.
Zbog čvrstoće i otpornosti, maslina je simbol snage. Tako je Herkul imao toljagu od maslinova drva, a Odisej je maslinovim kolcem oslijepio Kiklopa. Maslina je simbol odanosti i vjernosti pa je Odisejev i Penelopin bračni krevet bio od panja masline. Homer je maslinovo ulje zvao tekućim zlatom. Hipokrat je maslinovo ulje prepisivao za više od 60 raznih bolesti. Pobjednicima na Olimpijskim igrama, na glave su stavljali maslinove vijence, a za nagradu su dobivali amfore s maslinovim uljem, koje je bilo tada vrlo skupocjeno.

## Uzgoj maslina u svijetu
| Mjesto | Zemlja/regija | Proizvodnja (u tonama) | Kultivirano područje (u hektarima) | Količina (u q/Ha) |
| ------ | ------------- | ---------------------- | ---------------------------------- | ----------------- |
| 1      | Španjolska    | 6,160,100              | 2,400,000                          | 25.7              |
| 2      | Italija       | 3,149,830              | 1,140,685                          | 27.6              |
| 3      | Grčka         | 2,300,000              | 765,000                            | 31.4              |
| 4      | Turska        | 1,800,000              | 594,000                            | 30.3              |
| 5      | Sirija        | 998,988                | 498,981                            | 20.0              |
| 6      | Tunis         | 500,000                | 1,500,000                          | 3.3               |
| 7      | Maroko        | 470,000                | 550,000                            | 8.5               |
| 8      | Egipat        | 318,339                | 49,888                             | 63.8              |
| 9      | Alžir         | 300,000                | 178,000                            | 16.9              |
| 10     | Portugal      | 280,000                | 430,000                            | 6.5               |
| 11     | Libanon       | 275,000                | 250,000                            | 6.5               |

## Podvrste
- Olea europaea subsp. cerasiformis G.Kunkel & Sunding
- Olea europaea subsp. cuspidata (Wall. & G.Don) Cif.
- Olea europaea subsp. guanchica P.Vargas & al.
- Olea europaea subsp. laperrinei (Batt. & Trab.) Cif.
- Olea europaea subsp. maroccana (Greuter & Burdet) P.Vargas & al.

## Sinonimi
- Olea alba Lam. ex Steud.
- Olea amygdalina Gouan
- Olea angulosa Gouan
- Olea angustifolia Raf.
- Olea argentata Clemente ex Steud.
- Olea arolensis Clemente ex Steud. Nevalidni sinonim
- Olea atrorubens Gouan
- Olea bifera Raf.
- Olea brevifolia Raf.
- Olea buxifolia (Aiton) Steud.
- Olea cajetana Petagna
- Olea cayana Raf.
- Olea communis Steud. Nevalidni sinonim
- Olea craniomorpha Gouan
- Olea europaea var. buxifolia Aiton
- Olea europaea var. communis Aiton
- Olea europaea subsp. europaea
- Olea europaea var. ferruginea Aiton
- Olea europaea var. latifolia Aiton
- Olea europaea var. longifolia Aiton
- Olea europaea var. obliqua Aiton
- Olea europaea subsp. oleaster (Hoffmanns. & Link) Negodi
- Olea europaea var. sativa (Weston) Lehr
- Olea europaea subsp. sativa (Weston) Arcangeli
- Olea europaea var. sylvestris (Mill.) Lehr
- Olea europaea subsp. sylvestris (Mill.) Hegi
- Olea europaea var. sylvestris (Mill.) Lehr.
- Olea ferruginea (Aiton) Steud.
- Olea gallica Mill.
- Olea hispanica Mill.
- Olea lancifolia Moench
- Olea latifolia (Aiton) Steud.
- Olea longifolia (Aiton) Steud.
- Olea lorentii Hochst.
- Olea obliqua (Aiton) Steud.
- Olea oblonga Gouan
- Olea odorata Rozier ex Roem. & Schult.
- Olea officinarum Crantz
- Olea oleaster Hoffmanns. & Link, vidi mastrinka
- Olea pallida Salisb.
- Olea polymorpha Risso ex Schult.
- Olea praecox Gouan
- Olea racemosa Gouan
- Olea regia Rozier ex Roem. & Schult.
- Olea sativa Weston
- Olea sativa Hoffmanns. & Link
- Olea sphaerica Gouan
- Olea sylvestris Mill.
- Olea variegata Gouan
- Olea viridula Gouan
- Phillyrea lorentii Walp.

## Galerija
- Mlada stabla maslina u Rapcu

## Vanjske poveznice
- Specijalizirani portal za masline, ekstra djevičansko maslinovo ulje i maslinarstvo
- Stara maslina - Brijuni  Arhivirana inačica izvorne stranice od 21. srpnja 2011. (Wayback Machine)

### Ostali projekti
|  | Zajednički poslužitelj ima stranicu o temi Maslina |
|  | Wikivrste imaju podatke o taksonu Maslini          |